# Jenny Holzer
Jenny Holzer (Gallipolis, 29 luglio 1950) è un'artista statunitense.

## Biografia
Jenny Holzer è un'artista neo-concettuale. Vive a Hoosick Falls, New York. I punti chiave dei suoi lavori sono la distribuzione di parole ed idee in spazi pubblici. Holzer appartiene alla branca femminista della generazione degli artisti che emersero nel 1980. Tra le altre artiste contemporanee di quella generazione si ricordano Barbara Kruger, Cindy Sherman, Sarah Charlesworth e Louise Lawler.
Nel 1995, in concomitanza con l'espansione del web, realizza il suo primo progetto interattivo per la rete rendendo modificabili dal fruitore alcuni dei suoi più noti Truism.
L'approdo più recente della sua ricerca artistica è costituito dalle proiezioni allo xeno: presentate per la prima volta a Firenze nel 1996, in queste opere le frasi luminose formano lunghi testi che scorrono sulle superfici urbane, assumendo inediti connotati di grande suggestione visiva.

## Opere principali
- Truisms, (1977) testi in stampatello nero su fogli bianchi, stampati e affissi abusivamente negli spazi urbani di Manhattan.
- Inflammatory Essay,  (1978-79) testi ispirati agli scritti di Hitler, Lenin, Mao su supporti di diverso colore.
- Living series, (1980)
- Art spot, (1980) serie di video in cui le parole si succedono rapidamente sul monitor.
- Survival Series (1983-1985) LED luminosi di diverso formato.
- Under the rock, (1986) incisioni su lastre cimiteriali di pietra
- Laments (1989) insegne luminose e pietre tombali
- The Venice Installation (1990) operazione artistica che comprende anche il merchandising come elemento costitutivo (vendita di cappelli e T-shirts)
- War (1992) in occasione della Guerra del Golfo
- Lustmord (1993) in occasione della guerra in Bosnia
- Please change beliefsTRUISM 4 (1995) per il portale adaweb äda 'web, welcome
- BMW Art Car di Jenny HolzerBMW Art Car (1999)[2]

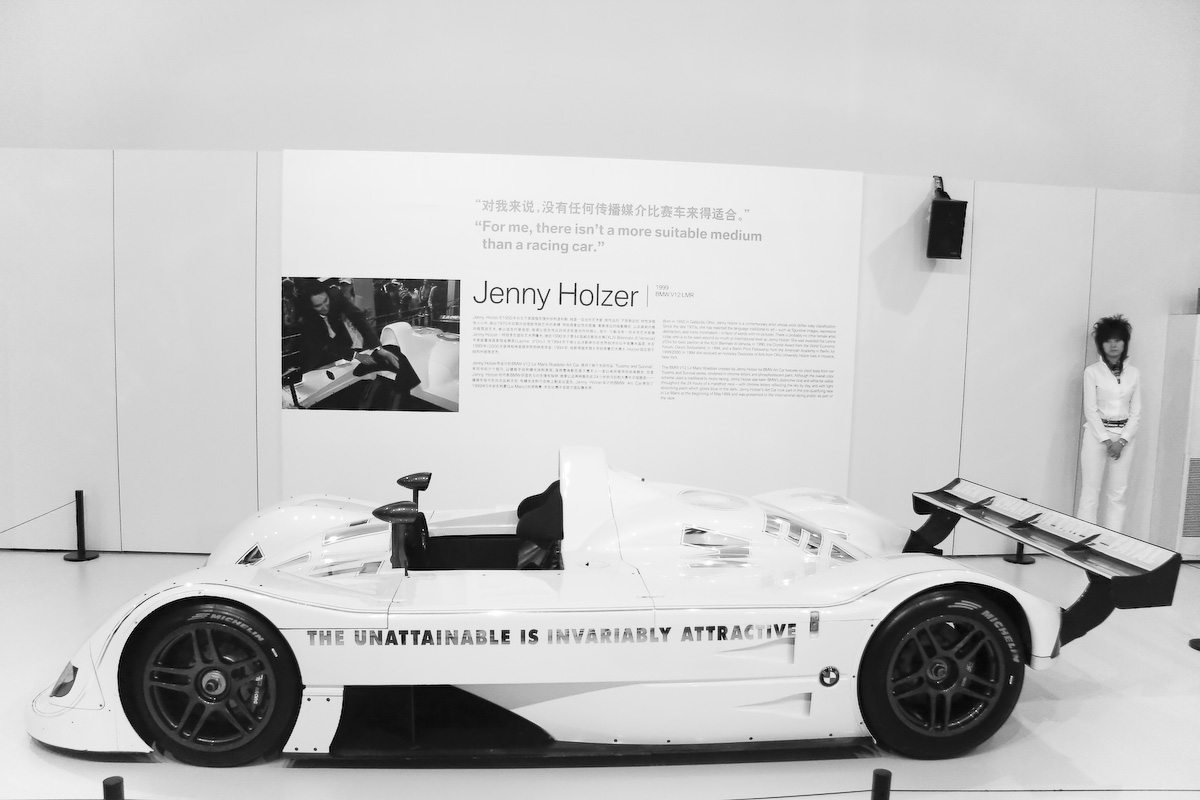
BMW Art Car di Jenny Holzer

- For the City, (2005) proiezioni notturne di documenti governativi statunitensi desecretati.

## Libri d'artista
- Truisms and Essays. Halifax: Nova Scotia College of Art 1983
- Eating Friends  New York: Tanam Press, 1981
- Black Book New York: published by the artist, 1980
- Living-Daytime  New York: Tanam Press, 1980
- Diagrams  New York: published by the artist, 1977